# Брегенц (футбольний клуб)
Спортивний клуб «Брегенц» (нім. Schwarz-Weiß Bregenz) — австрійський футбольний клуб з однойменного міста, заснований у 1919 році. Виступає в  Vorarlbergliga. Домашні матчі приймає на стадіоні «Казино», місткістю 12 000 глядачів.